# 待ちうた (au)
待ちうた（まちうた）は、特定の相手が電話をかけたとき、相手側に聞こえる呼出音を歌やボイスに変える、auのサービスで、KDDIの登録商標（第5276987号）である。2009年秋頃までは「EZ待ちうた」の名称が使用されていた。
ソフトバンクもKDDIから商標使用許諾を受けて、同名で同様のサービスを提供していた（2018年3月29日をもってサービス終了した）。

## 概要
2005年2月1日より、NTTドコモグループのメロディコールに追随する形で開始された。auへの申し込みが必要で、月額105円がかかる。
待ちうたを契約しているauの携帯電話に電話をかけると、電話に出るまでかけてきた相手に音楽やボイスが流れるシステムである。曲は20曲までMyリストに登録できる。登録型のネットワークサービスのため、着うたとは異なり契約した楽曲が携帯電話機端末に保存されることはない。
待ちうたが再生される発信元の電話会社は携帯電話各社と、固定電話ではKDDIのほか2006年12月15日よりNTT東日本、NTT西日本、NTTコミュニケーションズ、ソフトバンク、楽天コミュニケーションズ、メディア、九州通信ネットワークが加わり、2009年10月5日よりウィルコム、東北インテリジェント通信、中部テレコミュニケーション、ケイ・オプティコム、エネルギア・コミュニケーションズ、STNet（IP電話（0AB - J、050）のみ）、ソフトバンクBB、ジェイコム東京、ジェイコム湘南、ジェイコムさいたま、ジェイコム千葉、ジェイコム関東、土浦ケーブルテレビ、ジェイコムウエスト、ケーブルネット神戸芦屋、ジェイコム福岡、ジェイコム北九州、ケーブルネット下関、テクノロジーネットワークス、KVH、NTTぷらら、エヌ・ティ・ティ エムイー、ZIP Telecomが新たに加わった。

## いろいろな聞かせ方
- 日時・曜日ごとに、聞かせる音楽を変えることも可能である。例えば日時を指定すれば、その日のその時間だけ、指定した待ちうたが流れる。
  - 重複した場合は、「日付→曜日→時間」の順で優先される。例えば、10月1日10 - 12時・日曜日8 - 15時・9 - 17時と指定していた場合、日曜日の8 - 15時には「日曜日8 - 15時」に指定した待ちうたが流れ、10月1日の10 - 12時にはその日が何曜日であろうと、「10月1日10 - 12時」に指定した待ちうたが流れる。
  - 曜日は単独では設定できず、時間も一緒に設定する必要がある。
- 相手ごとに聞かせる曲を変えることも出来る。相手は1グループあたり10人まで、最大5グループ（50人）まで指定でき、グループごとに曲が指定できる。

## 待ちうた情報お知らせサービス
au携帯電話から待ちうた登録者に発信して待ちうたを聴いた場合、発信元が電話を切ったあとに「090-4444-1460（有料）」に電話をかけると、Cメールで直前に聞いた曲のタイトルとアーティストを教えてくれる。他社の同等のサービス利用者に発信した場合は利用出来ない。